# Кіблич (притока Собу)
Кіблич (Кублич) — річка в Україні, у межах Уманського Черкаської області і Гайсинського районів Вінницької області. Ліва притока Собу (басейн Південного Бугу). 

## Опис
Довжина річки 60 км, площа басейну 442 км². Долина у верхів'ї маловиразна, нижче глибина її зростає від 8—15 до 30—40 м. Заплава двобічна, завширшки від 20—25 м (біля викоку) до 200—250 м і більше; є заболочені ділянки. Річище слабозвивисте, завширшки пересічно 5—6 м, завглибшки 0,6—1 м, найбільше — бл. 2 м. Похил річки 1,3 м/км. Споруджено багато ставків. Вода річки має болотний присмак. 

## Назва
Назва річки Кубліч (у Вінницькій області Кіблич) походить від слова «кублан», що в перекладі з татарської означає «сотня». Історія цієї назви поринає в давнє минуле, в ті часи, коли татари своїми набігами спустошували наші землі. Після їх набігів на місцях, де були квітучі села та містечка, залишалось лиш згарище. Старих людей та тих хто міг чинити опір вбивали, а молодих дівчат та дітей везли до Кафи (нині Феодосія) в ясир, звідки переправляли до Стамбула. Були 2 основні напрямки, якими татари нападали на українські землі: чорний (волоський) та кучманський шляхи. Чорний шлях мав таку назву тому що проходив через Чорний ліс, який був на місці нинішніх сіл Сичі, Іванівка, Козаче, Мала Севастянівка, міста Христинівка та частково Шукайводи і Сичівки. В ньому татари робили зупинку, коли йшли з награбованим, та гнали поневолених людей в Крим. Там постійно стояло нечисленне татарське військо, яке супроводжувало награбоване та полонених поки йшли через ліс. Шлях через Чорний ліс був чи не останнім місцем де можна було втекти з полону, адже далі на південь починалися відкриті степи.
Через ліс пролягала дорога з Бершаді і Теплика до містечка Буки і Маньківки. Місцеві люди,які жили у навколишніх селах, ідучи через ліс, найбільше боялися натрапити на кублан, татарську сотню, яка контролювала лісові дороги. Як хто ішов із Сичівки чи Івангорода до Шукайводи і далі, подорожні їх застерігали: «Тримайся осторонь од річки, бо там кублан стоїть». Потім всю місцину де нинішнє село Сичі і річку, яка там витікає, почали називати Кубланом (Кублом). Коли татар прогнали, назву змінили на слов'янський манер — Кубліч.[джерело?]

## Розташування
Кіблич бере початок у селищі Сичі. Тече спершу на південний захід, між селами Марківка і Степанівка — на південь, після чого круто повертає на північний захід. У пригирловій частині пливе на захід. Впадає до Собу між селами Куна і Мар'янівка, що на південний захід від міста Гайсина. 
Притоки: Дрипа, Вовнярка, Попів Ярок (праві).

## Галерея

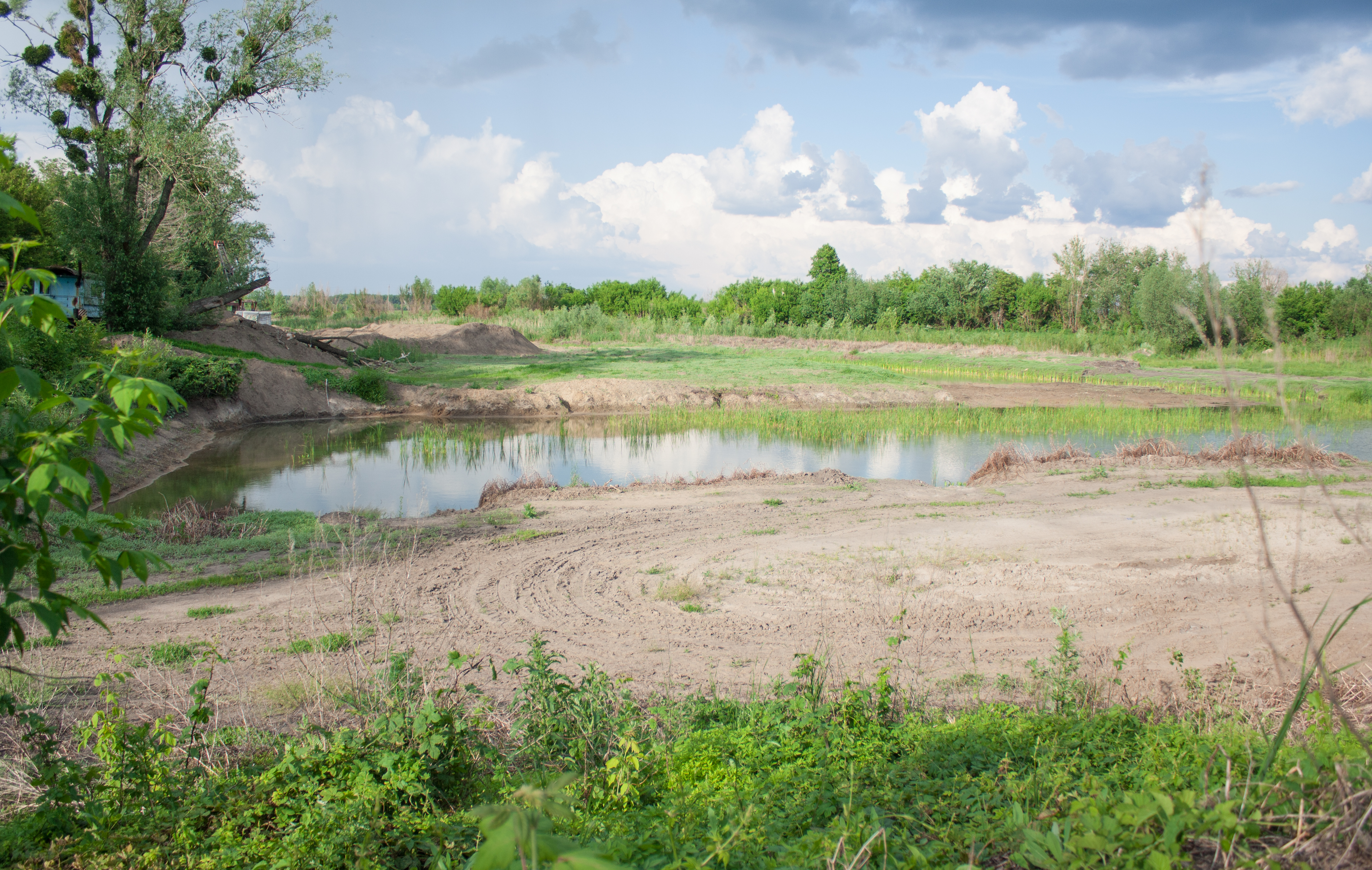
Ставок на річці в селищі Сичі
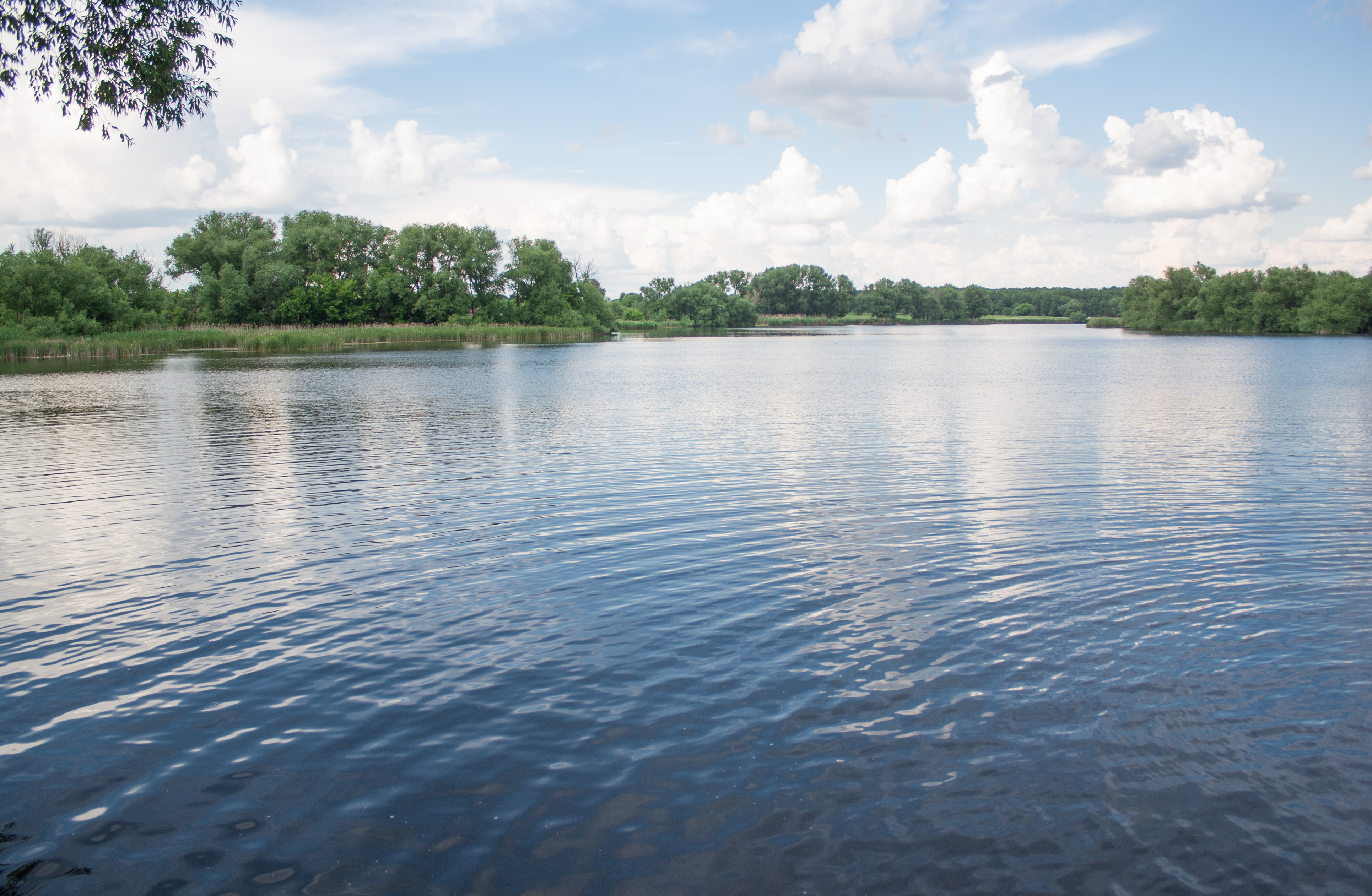
Ставок на річці в селі Івангород
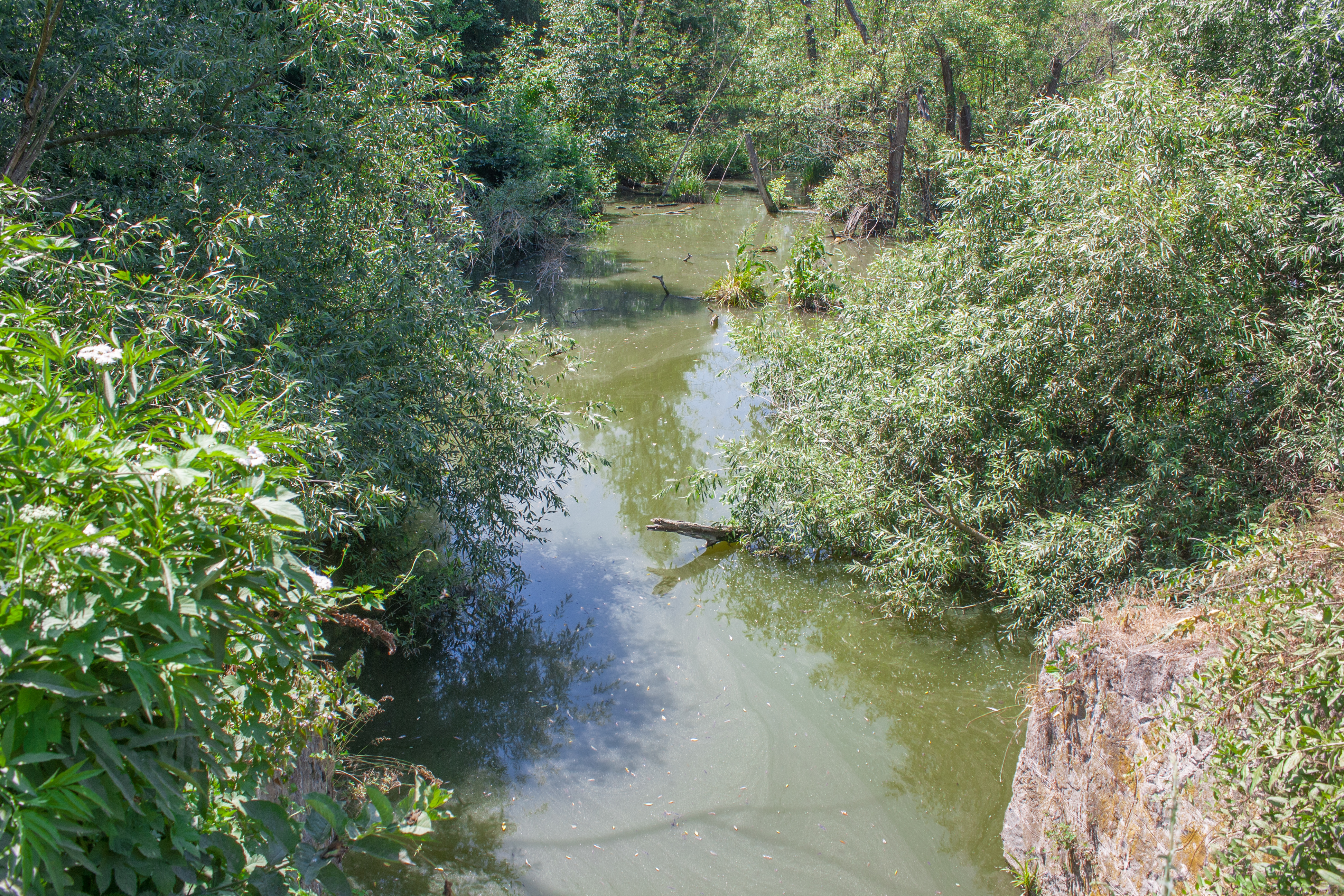
Річка в селі Тополівка